# 레이제이가
레이제이 가(일본어: 冷泉家 레이제이케[*])는 후지와라 북가 미코히다리가(니조가)의 혈통을 이어받는 공가. 가격(家格)은 우린가(羽林家). 대대로 근위 중장(近衛中将)으로 임관하였다. 가명(家名)은 레이제이 코지(冷泉小路)에서 유래한다. 가도(歌道)의 종장가 중 하나로, 레이제이류 가도를 전승하고 있다.

## 개요
후지와라노 사다이에의 아들인 미코히다리가 6대・타메이에의 아들・레이제이 타메스케에서 시작한다. 가명(家名)은 헤이안쿄의 레이제이 코지에서 유래한다. 가업(家業)은 가도(歌道)・축국. 가풍(歌風)은 같은 미코히다리류에 속하는 니죠가 (셋케의 니조가와는 별개)및 교고쿠가 (무가의 교고쿠씨와 별개)에 비하면 특징적이지 않다.
후지와라노 사다이에의 자손은, 사다이에의 손자 대에서 미코히다리가 (니죠가)에서 교토 교고쿠가・레이제이가가 갈라져 3가가 되었지만, 교토가는 일찍 단절되었고, 적류인 니죠가도 무로마치 시대에 단절되었다. (가도의 가문으로서, 니죠파는 산죠니시가가 외가 상속)
레이제이가는 처음에는 사다이에의 적류 자손이 아니었으나, 종국에는 레이제이가만 남게 되었다. 레이제이가도 남북조 시대에는 카미레이제이가와 시모레이제이가로 나뉘었다. 양가 모두 전국시대에는 전란의 교토를 벗어나, 지방에 머물렀다. 양가 모두, 현재에도 이어지는 명문가이지만, 현재의 시점에서 일반적으로 레이제이가라고 알려진 것은 에도 시대부터 저택이 이전되지 않은 카미레이제이가 쪽이다. 시모레이제이가의 저택은 황궁과 가까운 교토고엔 안에 위치하고 있었기 때문에, 메이지 시대에 이르러 쿠게마치(公家町)를 국민공원으로 정비할 때 헐렸다.
카미레이제이가의 에도시대의 가격(家格)은 우린가(羽林家)로, 관위는 대체로 칸다이나곤을 가장 높은 관으로 하였으나, 정4위하 상당의 민부쿄도 겸하였다.

## 여명기 - 가마쿠라 시대 말기 (분열 전)
레이제이 타메스케는 가마쿠라 막부와 친해, 오랫동안 사가미국 가마쿠라의후지가야에 살고 있어, 후지타니 황문(黄門)이라고 불렸다. 딸 중 한명은 가마쿠라 막부 8대 쇼군・히사아키 친왕 (久明親王, 지묘인통의 고후카쿠사 천황의 황자)의 측실이 되어, 히사나가 친왕 (久良親王)가 태어났다. 이 시기의 레이제이가는 지묘인통의 외척으로써, 간토의 가마쿠라에서 번창하였다.
타메스케와 마찬가지로 레이제이 타메히데도 가마쿠라에서 보낸 시간이 길었다. 이 시기의 레이제이가는 가마쿠라의 후지가야에도 저택을 마련해, 가마쿠라 쇼군 미야케의 사후중(伺候衆)으로, 쇼군의 가까운 신하였다.
타메스케 이후, 레이제이가는 대대로 코시베 시모노쇼(越部下庄)와 호소카와쇼(細川庄)를 지행했다.

## 무로마치 시대 - 에도 시대의 카미레이제이가
무로마치 시대에 이르러서, 미코히다리류에서, 니죠가는 다이카쿠지통과 진한 인척관계였기 때문에, 다이카쿠지통이 쇠퇴하자 세력이 약화되었다. 이에 따라, 교토에서도, 레이제이가가 활동하기 시작하였다. 그러나, 니죠파가 여전히 주류파인 것에는 변함이 없었다.
레이제이 타메마사는 오에이 23년 (1416년), 차남 모치타메에게 하리마국 호소카와장을 물려주고 분가시켰다. 이로 인해, 장남 타메유키를 시조로 하는 레이제이가와, 차남 모치타메를 시조로 하는 레이제이가로 나뉘었다. 두 개의 레이제이가를 구별하기 위해 타메유키의 가계은 카미레이제이가, 모치타메의 가계는 시모레이제이가로 부르게 되었다.
전국시대에는 카미레이제이가는 호쿠리쿠 지방의 노토국 슈고・노토하타케야마씨와 토카이 지방의 스루가국 슈고 이마가와씨를 의지해 지방으로 하향했고, 야마시로국 (교토)에는 없었다. 오다 노부나가의 시대에 교토에 돌아왔으나, 도요토미 히데요시가 관백 태정대신에 임명된 텐쇼 14년 (1586년)에는 타메미츠(為満)가 칙한을 받고, 다시 지방으로 내려갔다. 카미레이제이가의 가독(家督)은 나카야마가에서 타메치카가 새롭게 당주로 맞이하여 레이제이 타메치카로 부르게 되었다.
그러나, 히데요시가 사망한 게이초 3년 (1598년), 도쿠가와 이에야스의 중재로, 전 당주였던 타메미츠(為満)가 수도로 다시 돌아와 당주가 될 수 있었다고 한다.
히데요시는 일찍이 천황이 사는 고쇼 주변에 공가들의 저택을 모아, 쿠게마치(公家町)를 형성하였지만, 카미레이제이가는 쿠게마치가 완전히 완성된 후, 허락되어 수도로 돌아왔기 때문에, 쿠게마치에 저택을 지을 수 없었다. 구 쿠게마치에 인접한 현재의 저택 부지는 이에야스로부터 받은 것이다.
타메미츠의 복귀에 따라, 타메치카는 카미레이제이가의 당주에서 내려와야했지만, 별도로 나카야마레이제이가를 일으켜, 새로운 토쇼가의 당주가 되었다.
에도 시대에도 카미레이제이가는 도쿠가와 쇼군가에 후한 대접을 받으며 번영했다. 특히, 무사시국 에도에 거주하는 하타모토에게 고제(高弟)가 많았다. 센다이 번주・다테씨와 인척이기도 하다.

## 무로마치 시대 - 에도 시대의 시모레이제이가
레이제이 타메마사의 차남・모치타메는, 레이제이가의 당주가 되지 않았지만, 그 실력을 아시카가 쇼군가에서 인정받아, 독립된 일가를 세우는 것이 허용되었고, 형・타메유키의 레이제이가 (카미레이제이가)와는 별개로 같은 레이제이가의 가명(家名)을 쓰는 것도 허용되었다. 영지 및 가문에 전해지는 문서는 이때 양분되었다. 『이자요이닛키(十六夜日記)』에 나오는 하리마 호소카와쇼는 시모레이제이가가 상속받게 되었다.
시모레이제이가의 레이제이 모치타메와 그의 아들 마사타메(政為)는, 각각 장군・아시카가 요시모치, 아시카가 요시마사에게 후한 대접을 받고, 편휘까지 내렸다. 이 시기에는, 시모레이제이가가 레이제이가의 주류였다. 마사타메는 가인(歌人)으로써 매우 뛰어나, 가집 「벽옥집(碧玉集)」은 후대의 가인들에게 귀감이 되었다.
영지 관계로, 하리마 슈고의 아카마츠씨와도 친분이 있었지만, 전국시대에는 전국 다이묘에게 영지를 횡령당하는 것을 막기 위해, 앞서 기술한 하리마 호소카와쇼에게 직접 장원을 관리하고 있었다. 그러나, 마사타메의 증손・레이제이 타메즈미와 그의 아들 ・타메카츠가 전국 다이묘 벳쇼씨에게 살해당하고 장원도 빼앗기자, 타메카츠의 동생・타메하타(為将)는 교토에 돌아와 시모레이제이가를 재건했다. 또한, 주자학자 후지와라 세이카는 타메카츠의 동생이자, 타메하타의 형이다. 세이카는 시모레이제이의 당주가 되지 못하였지만, 아들 타메카게가 타메하타의 뒤를 이어 당주가 되었다. 시모레이제이가는 하리마 하향 이래, 벳쇼씨와 적대하는 도요토미 히데요시와 절친한 사이였기 때문에, 조정에서 관백 태정대신이 된 히데요시는 시모레이제이가의 교토 재흥에 협력을 아끼지 않았다.
에도 시대에는 모리씨와 카토씨(요시아키계(도시히토류))와 인척관계가 있다.

## 메이지 시대 이후・화족
메이지 시대에 이르러, 카미레이제이가의 레이제이 타메모토는 백작에, 시모레이제이가의 레이제이 타메토우는 자작으로 화족 지위에 올랐다. 시모레이제이가도 가문으로는 카미레이제이가에게 전혀 뒤떨어지지 않았으나, 전국시대에 벳쇼씨에게 당주가 살해당하고 영지를 잃고, 비호자이자 절친한 사이였던 도요토미씨도 몰락해, 도쿠가와씨가 대두한 것이 훗날, 벼슬에도 영향을 미쳐 작위의 차이로 이어졌다.
메이지 유신에 의해, 많은 공가는 메이지 천황을 따라 도쿄에 이주했지만, 카미레이제이가는 그 후에도 교토의 저택에서 계속 살았다. 현재 교토교엔에 있던 쿠게마치(公家町)의 쿠게야시키(公家の屋敷)는 메이지 초기의 도쿄이주명령에 의해 모두 철거되었지만, 이마데가와 이북에 있던 카미레이제이가의 저택은 철거를 면햇다고 한다. 그러나, 시모레이제이가의 저택은 지금의 교토 영빈관 근처인 교토교엔 내에 있었기 때문에, 헐려 공원으로 조성되었다.
문고를 가지고 있는 카미레이제이가가 교토에 남은 일로, 결과적으로는 방대한 지보(至宝)는 관동대지진과 도쿄 대공습에 의한 피해를 면했다.

## 쇼와 시대의 전후(戰後)
태평양 전쟁으로 교토는 전쟁터가 되지 않았지만, 카미레이제이가의 레이제이 타메오미 (22대 당주・레이제이 타메츠기의 장남)는 중국으로 출정하였고, 전사했다. 타메오미는 자식이 없었기 때문에, 타메츠기의 딸・후미코에게 같은 가도(歌道) 가문인 니시요츠츠지가의 타메토우가 데릴사위로 들어와 당주에 올랐다.
가미레이제이가 25대 당주(현 당주) 레이제이 타메히토는, 재단법인 레이제이가시우정문고(冷泉家時雨亭文庫)를 설립한 24대 당주・레이제이 타메토우의 사위로, 이 문고의 이사장이다.。타메히토는, 근세 교토 화단 연구의 제 1인자로, 오오테마에여자대학 교수・이케노보단기대학 학장을 거쳐, 현재 도시샤여자대학 객원교수를 맡고 있다. 옛 이름은 마츠오 카츠히코였으나, 타메토우의 장녀 키미코의 사위로, 25대 당주를 계승하기 위해, 가정법원의 허가를 얻어 개명했다. 키미코는 이 문고의 사무국장을 맡고있다.

## 역대 당주

### 가미레이제이가
1. 레이제이 타메스케 (1263년 - 1328년)
2. 레이제이 타메히데 (? - 1372년)
3. 레이제이 타메마사 (1361년 - 1417년)
4. 레이제이 타메유키 (1393년 - 1439년)
5. 레이제이 타메토미 (1425년 - 1497년)
6. 레이제이 타메히로 (1450년 - 1526년)
7. 레이제이 타메카즈 (1486년 - 1549년)
8. 레이제이 타메마스 (1516년 - 1570년)
9. 레이제이 타메미츠 (1559년 - 1619년)
10. 레이제이 타메라이 (1592년 - 1627년)
11. 레이제이 타메나오 (1626년 - 1650년)
12. 레이제이 타메키요 (1631년 - 1668년, 타메라이의 동생 후지타니 타메카타의 아들)
13. 레이제이 타메츠나 (1664년 - 1722년)
14. 레이제이 타메히사 (1686년 - 1741년)
15. 레이제이 타메무라 (1712년 - 1774년)
16. 레이제이 타메타이 (1736년 - 1816년)
17. 레이제이 타메후미 (1752년 - 1822년)
18. 레이제이 타메소쿠 (1777년 - 1848년)
19. 레이제이 타메스베 (1802년 - 1845년)
20. 레이제이 타메타다 (1824년 - 1885년)
21. 레이제이 타메모토 (1854년 - 1905년)
22. 레이제이 타메츠기 (1881년 - 1946년)
23. 레이제이 타메오미 (1911년 - 1944년)
24. 레이제이 타메토우 (1914년 - 1986년, 데릴사위, 아내는 타메츠기의 딸 후미코)
25. 레이제이 타메히토 (1944년 - , 데릴사위, 아내는 타메토우의 딸 키미코)

### 시모레이제이가
1. 레이제이 모치타메 (1401년 - 1454년) - 카미레이제이가의 3대 당주 레이제이 타메마사의 차남. 첫 이름은 레이제이 모치카즈. 무로마치 막부 4대 쇼군 아시카가 요시모치에게 편휘(「持」의 한글자)를 받음.
2. 레이제이 마사타메 1446년 - 1523년) - 첫 이름은 레이제이 나리타메. 무로마치 막부 8대 쇼군 아시카가 요시나리(후에 요시마사)에게 편휘 「成」 그리고 「政」の의 글자를 받음.
3. 레이제이 타메코우 (1475년 - 1543년)
4. 레이제이 타메토요 (1504년 - ?)
5. 레이제이 타메즈미 (1530년 - 1578년) - 타메스케 이래, 상전의 영지의 하리마국 호소카와쇼 (현재 효고현 미키시)에 연공 확보를 위해 오랫동안 하향해서 거주. 같은 지역에서 미키 전투에서 전사.
6. 레이제이 타메카츠 (1557년 - 1578년) - 아버지 타메즈미와 함께 사망.
7. 레이제이 타메하타 ( - 1647년) - 타메카츠의 동생. 단절 되었던 시모레이제이가를 형이자 고명한 유학자였던 후지와라 세이카의 진력으로 상속.
8. 레이제이 타메카게 (1612년 - 1652년) - 타메즈미의 서자인 후지와라 세이카의 장남. 타메카츠・타메하타의 조카. 타메하타가 대를 이을 아들 없이 사망해서, 칙명에 의해 시모레이제이가를 계승.
9. 레이제이 타메모토 (1641년 - 1702년)
10. 레이제이 타메츠네 (1654년 - 1722년) - 하무로 요리나리의 아들
11. 레이제이 타메슌 (1682년 - 1717년)
12. 레이제이 소오케 (1702년 - 1769년)
13. 레이제이 타메에이 (1738년 - 1782년)
14. 레이제이 타메쿠니 (1764년 - 1827년) - 카자하야 키미오의 아들
15. 레이제이 타메오키 (1790년 - 1831년) - 카쥬지 츠네하야의 아들
16. 레이제이 타메유키 (1821년 - 1855년)
17. 레이제이 타메야와 (1846년 - 1894년)
18. 레이제이 타메이사 (1870년 - 1946년)
19. 레이제이 타메야스 (1913년 - 1981년)
20. 레이제이 타메히로 (1941년 - )

## 분가

### 이리에가(入江家)
이리에가는 메이지 시대에 이르러서 이리에 타메모리 (카미레이제이가의 레이제이 타메모토의 친동생)가 자작에 오르고, 타메모리는 동궁 시종장으로 다이쇼 천황에게, 타메모리의 3남・이리에 스케마사는 시종장으로 쇼와 천황의 근처에서 일했다.

### 후지타니가(藤谷家)
후지타니가도 후지타니 타메치카가 자작이 되었다.

### 나카레이제이가(中冷泉家 (나카야마레이제이가(中山冷泉家) → 이마케가(今城家)
이 레이제이가는 카미레이제이가・시모레이제이가에 대해서, 나카레이제이가(中冷泉家)로 불렸다. 나카야마 치카츠나의 아들・타메치카는, 카미레이제이가의 당주・타메미츠가 텐쇼 13년 (1585년)에 칙한을 받아 교토를 떠난 후, 공석이 된 카미레이제이가의 새로운 당주로써 맞이하지만, 케이초 3년 (1599년)에 타메미츠가 칙한이 해제되어, 카미레이제이가에 복귀하자, 타메치카는 당주의 자리를 잃었다. 대신, 타메치카는 새로이 일가를 여는 것이 인정되어, 나카야마레이제이(中山冷泉)의 가호를 칭했다. 타메치카의 후손은 타메히사, 타메츠구로 승계되었지만, 타메츠구가 새로이 이마케 사다아츠로 개명, 이후 가계는 「이마케가(今城家)」로써 존속하게 되었다. 문류(門流)도 그때까지 속해있었던 미코히다리류를 떠나, 타메치카의 아버지・치카츠나의 나카야마가가 속해있는 카잔인류(花山院流)로 옮겼다. 가격(家格)은 우린가이다.
나카야마레이제이가는 이마케가의 전신으로 파악할 수 있기 때문에, 나카야마레이제이 타메치카・타메히사도 각각 「이마케 타메치카」「이마케 타메히사」로 불릴 때가 있지만, 실제로는 「이마케」를 칭하게 된 것은 타메히사의 아들・사다아츠(타메츠구)대 부터이다.

#### 역대 당주
1. 나카야마레이제이 타메치카 (中山冷泉為親) - 선대 레이제이 타메미츠의 실각과 추방에 의해 카미레이세이가 당주가 되었지만, 후에 당주 자리에서 쫓겨나 나카야마레이제이가를 일으킴.
2. 나카야마레이제이 타메히사 (中山冷泉為尚)
3. 나카야마레이제이 타메츠구 (中山冷泉為継) → 가호(家号)를 「이마케(今城)」로 바꾸고, 「사다아츠(또는 사다노리,定淳)」로 개명
4. 이마케 사다츠네 (今城定経)
5. 이마케 사다타네 (今城定種)
6. 이마케 사다오키 (今城定興) - 누나 또는 여동생이 나카야마 나루치카의 정실
7. 이마케 사다야스 (今城定恭)
8. 이마케 사다시게 (今城定成) - 사다야스의 동생.
9. 이마케 사다미츠 (今城定光) - 사다시게의 친자식, 어머니는 나카야마 나루치카의 딸. 요절.
10. 이마케 사다아키 (今城定章) - 나카야마 나루치카의 친동생・카잔인 요시노리의 아들.
11. 이마케 사다쿠니 (今城定国)
12. 이마케 사다노리 (今城定徳) - 첫 이름은 今城磐麿。
13. 이마케 사다마사 (今城定政) - 나카야마 타카마로의 아들. 선대 마사노리의 데릴사위.

### 그 외
- 무가의 오오우치씨의 지류인 가신의 레이제이씨는, 오오우치 히로요의 서자・히로마사(弘正)의 7대손인 오키토요(興豊)가 어머니 성인 「레이제이」를 계승한 것에서 비롯된 집안이다.
- 에도 막부 말기의 화가・레이제이 타메치카는 레이제이가의 사생아로 자칭하고 있었지만, 혈연적으로는 가족이 아니다. 원래는 화공 집안인 카노파 출신인 카노 에이쿄(狩野永恭)이라 하였는데, 레이제이가에 무단으로 「레이제이」의 가명(家名)과 돌림자인 「為」를 사용해서 레이제이 타메치카(冷泉為恭)라고 자칭하였다.

## 에도 막부 말기의 영지
국립역사민족박물관의 『구고 구령 취조장 데이터베이스(旧高旧領取調帳データベース)』에서 산출된 막부 말기의 레이제이가 영지는 아래와 같다.

### 가미레이제이가
- 야마시로국 오타기군 一乗寺마을 중 - 200석
- 야마시로국 오토쿠니군 西土川마을 중 - 100석

### 시모레이제이가
- 야마시로국 오타기군 小山마을 중 - 44석
- 야마시로국 소우라쿠군 林마을 중 - 56석
- 야마시로국 소우라쿠군 小寺마을 중 - 50석